# Xã Perry, Quận Perry, Arkansas
Xã Perry (tiếng Anh: Perry Township) là một xã thuộc quận Perry, tiểu bang Arkansas, Hoa Kỳ. Năm 2010, dân số của xã này là 901 người.